# Улица Златовратского
Улица Златовратского — короткая, около 200 м, улица в исторической части города Владимир. Проходит от Большой Московской улицы и, пересекая улицу Герцена, имеет продолжением Ильинскую-Покатую улицу.

## История
Первоначальное название, Малая Ильинская, улица получила по названию близ расположенной церкви, служившей заметным ориентиром. Церковь Илии Пророка (Ильинская) находилась на месте современного детского сада № 30 (д. 75а по ул. Б. Московская). Построенная в XVII веке, церковь была снесена в 1932 году.
Современное название с 1927 года в честь писателя-народника, уроженца города Владимир, Николая Златовратского (1845—1911). Писатель жил по соседству — ул. Герцена, 39 (на доме — мемориальная доска).
Выборка из санитарных погребений XIII века на улице Златовратского по морфологическим признакам не находит аналогов ни среди синхронного городского, ни среди сельского населения соседних территорий, ни среди кривичей и, возможно, происходит с территории Верхнего Поднепровья.
18 сентября 1991 года на 14 сессии Владимирского городского Совета народных депутатов была утверждена Программа топонимической реставрации города Владимир, в том числе список улиц, чьи исторические названия подлежат восстановлению, улица Златовратского в их числе.

## Достопримечательности
Ильинский сквер
Памятник владимирским чернобыльцам «Бескорыстие. Благородство. Бессмертие»